# Ecrobia truncata
Hydrobie minuscule
Espèce
Synonymes
- Hydrobia truncata (Vanatta, 1924)

L’hydrobie minuscule (Ecrobia truncata) est une espèce d'escargot c'est-à-dire de mollusque gastéropode d'eau saumâtre de la famille des Hydrobiidae.

## Synonymes
- Hydrobia minuta (Totten, 1834)[1]
- Hydrobia totteni Morrison, 1954[1]
- Hydrobia truncata (Vanatta, 1924)[1]